# 廖先翔
廖 先翔（りょう せんしょう、リャオ シエンシアン、1988年〈民国77年〉6月12日 - ）は、中華民国（台湾）の政治家。中国国民党所属の立法委員（1期）、元新北市議会議員（2期）。

## 経歴
基隆市で生まれ、台北県汐止市（現・新北市汐止区）で育った。新北市汐止区崇德国民小学、新北市私立時雨国民中学、台北市立松山高級中学に通い、元智大学電気工学系を卒業。国立政治大学で行政管理の修士課程を修了した。
父親の廖正良は新北市議会議員を務めていたが、違法建築の取り壊し部署に対し取り壊しをしないよう圧力をかけ、見返りに30万台湾ドルの賄賂を受け取っていたとして、2015年に高等裁判所から懲役6年の判決を下されている。
2024年立法委員選挙に中国国民党から立候補し、民主進歩党現職の頼品妤を破り初当選した。

## 選挙記録
| 年   | 選挙                    | 選挙区             | 所属政党   | 得票数 | 得票率 | 当選 | 注釈 |
| ---- | ----------------------- | ------------------ | ---------- | ------ | ------ | ---- | ---- |
| 2018 | 第3回新北市議会議員選挙 | 第十選挙区         | 中国国民党 | 28,204 | 23.57% |      |      |
| 2022 | 第4回新北市議会議員選挙 | 第十一選挙区       | 中国国民党 | 32,190 | 29.33% |      |      |
| 2024 | 第11回立法委員選挙      | 新北市第十二選挙区 | 中国国民党 | 92,489 | 50.83% |      |      |